# Herröknanäs
Herröknanäs är ett naturreservat vid södra sidan om sjön Misteln i Gnesta kommun, Södermanlands län. Reservatet omfattar en area om 33,8 hektar och bildades 2001. Marken är privat och förvaltas av Länsstyrelsen i Södermanlands län.

## Beskrivning
Herröknanäs är en halvö i Misteln strax väster om det tidigare säteriet Herrökna, som gav halvön och naturreservatet sitt namn. Kulturlandskapet har formats av Herröknas jordbruk genom slåtter och bete som fortfarande bedrivs här idag. Människan har varit verksam i denna bygd sedan förhistorisk tid vilket flera fornlämningar vittnar om.
Herröknanäs består av två höjdplatåer med berg i dagen. Mellan dessa höjdplatåer ligger ett låglänt område som nästan alltid är översvämmat om vårarna. Området präglas av ett glest ekbestånd och andra månghundraåriga lövträd. Några ekar har ett omkrets av närmare sju meter och en ålder på upp till 200 år. I de gamla grova ekarna trivs bland annat den utrotningshotade läderbaggen. Naturreservatet ingår i sin helhet i det europeiska nätverket Natura 2000 av värdefulla naturområden.

## Reservatets syfte
Syftet med Herröknanäs naturreservat är bland annat att bevara och tillgängliggöra detta natur- och kulturhistoriskt värdefulla herrgårdslandskap för allmänheten.

## Bilder

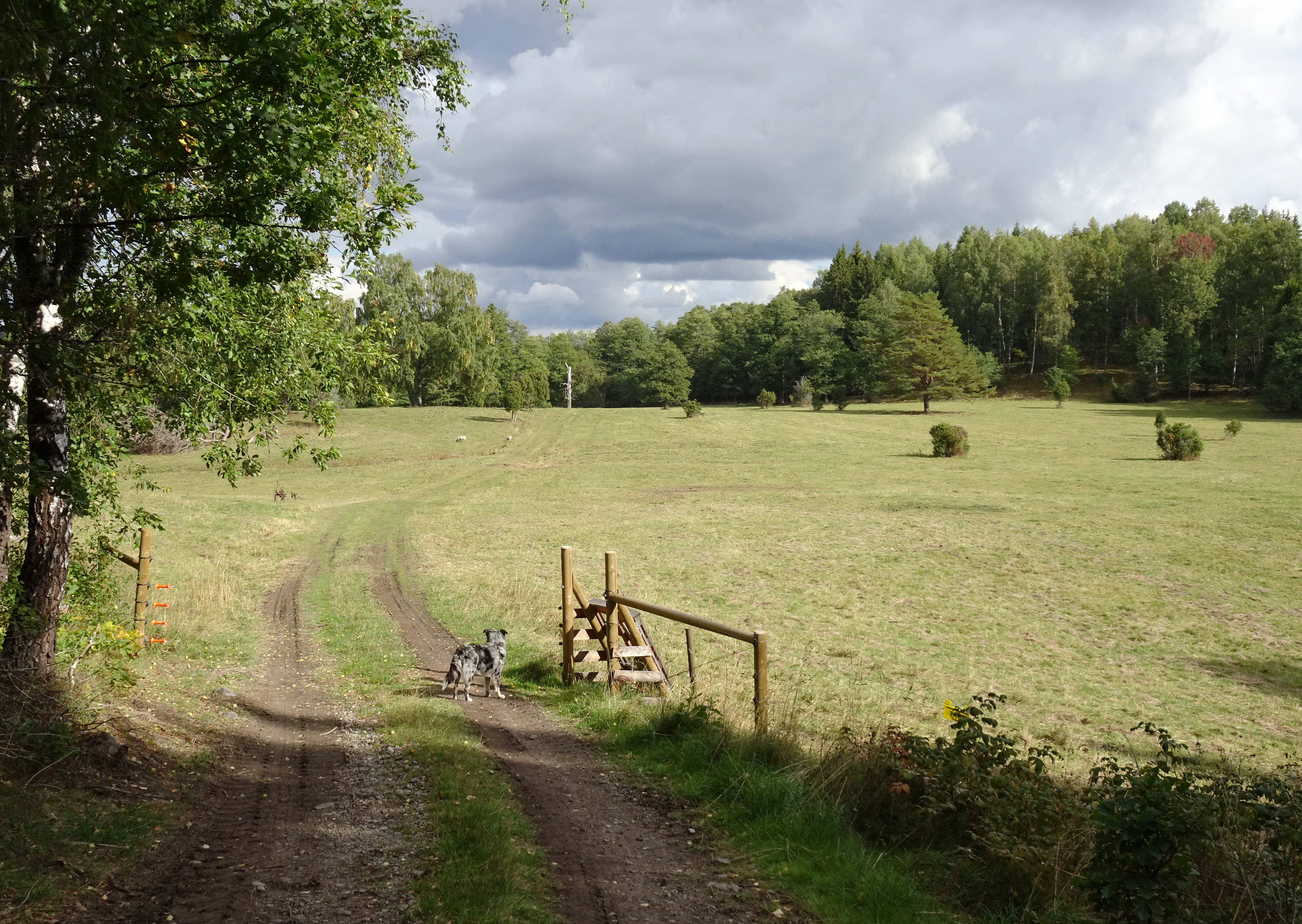
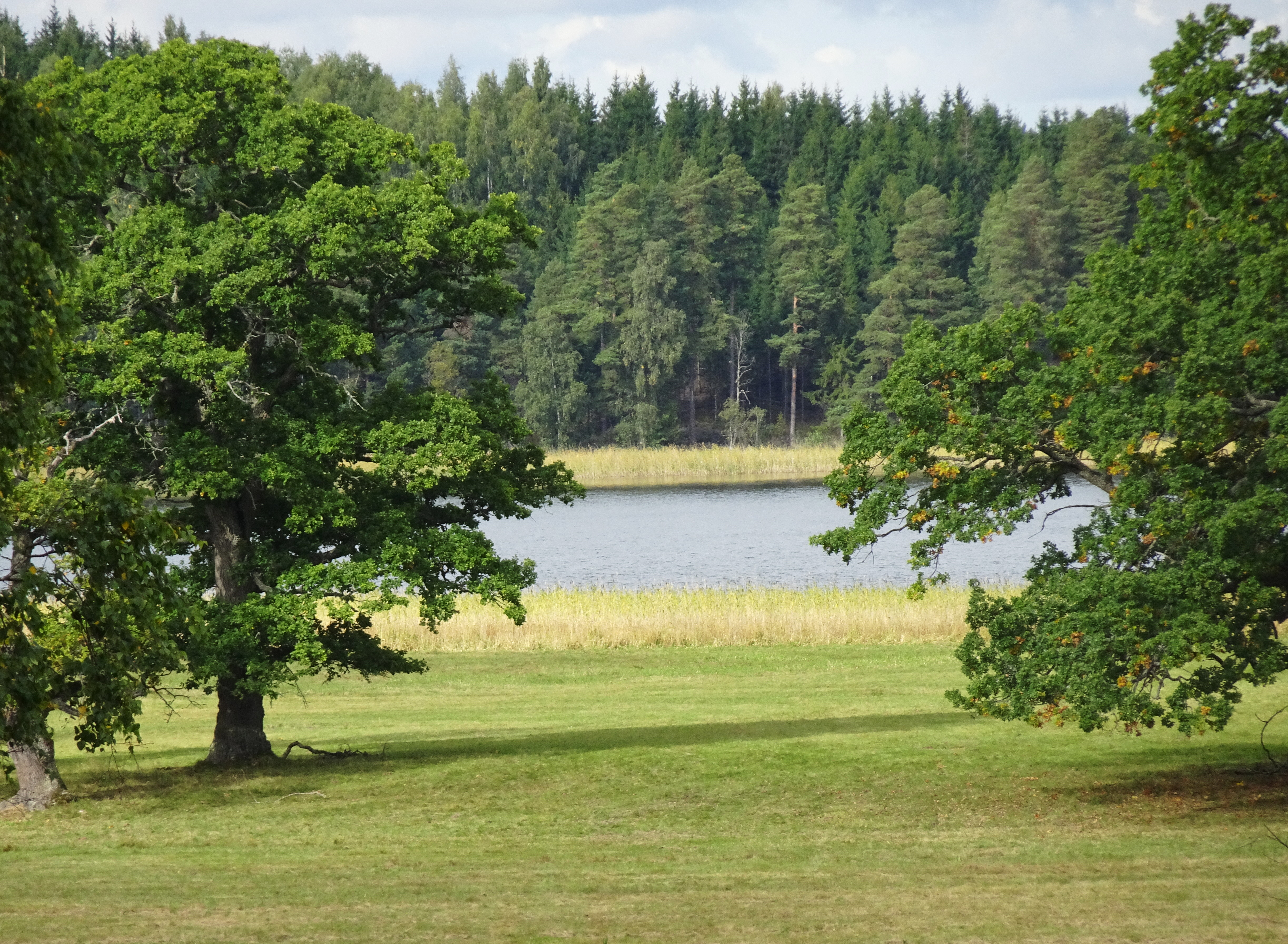
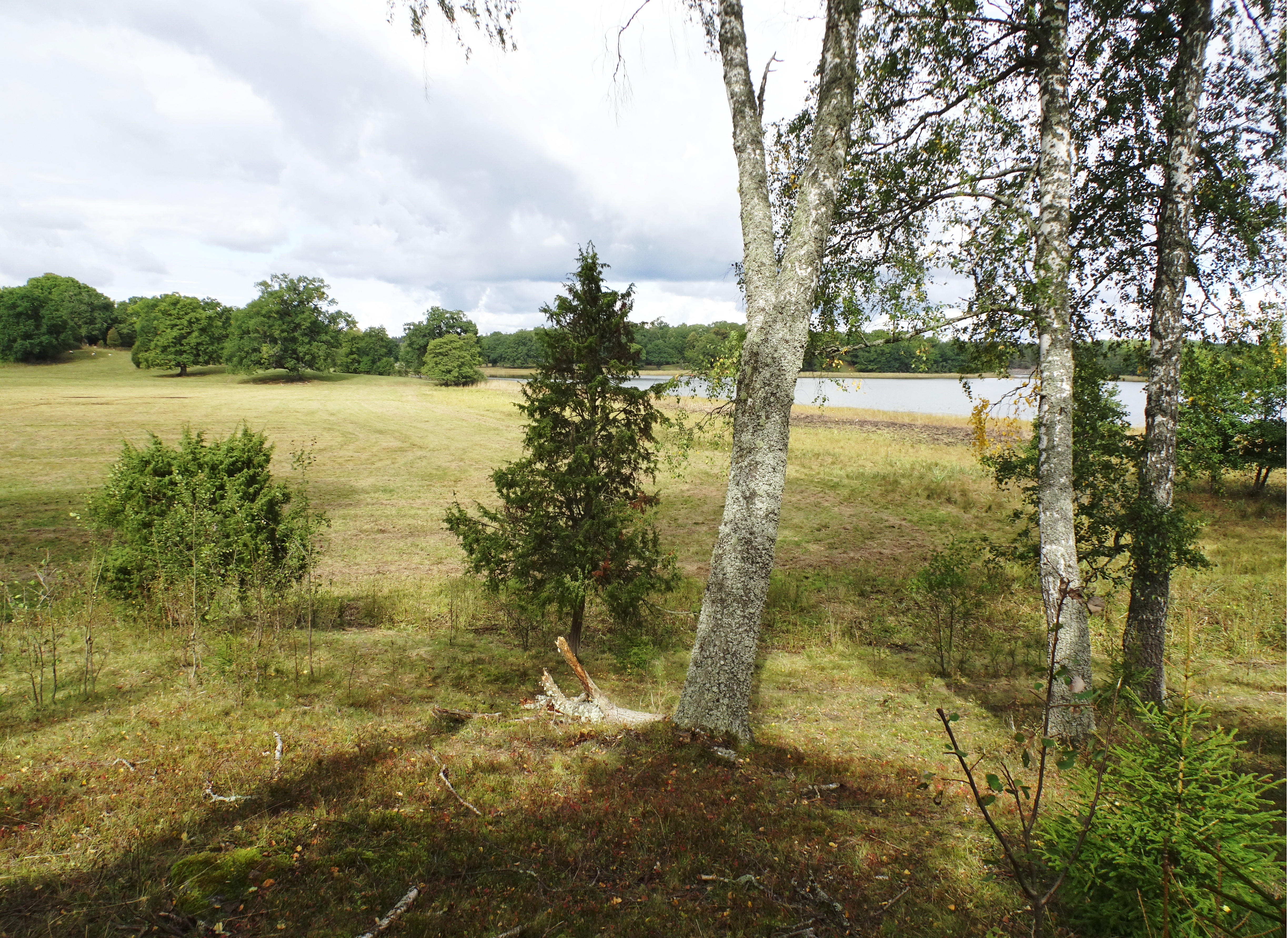
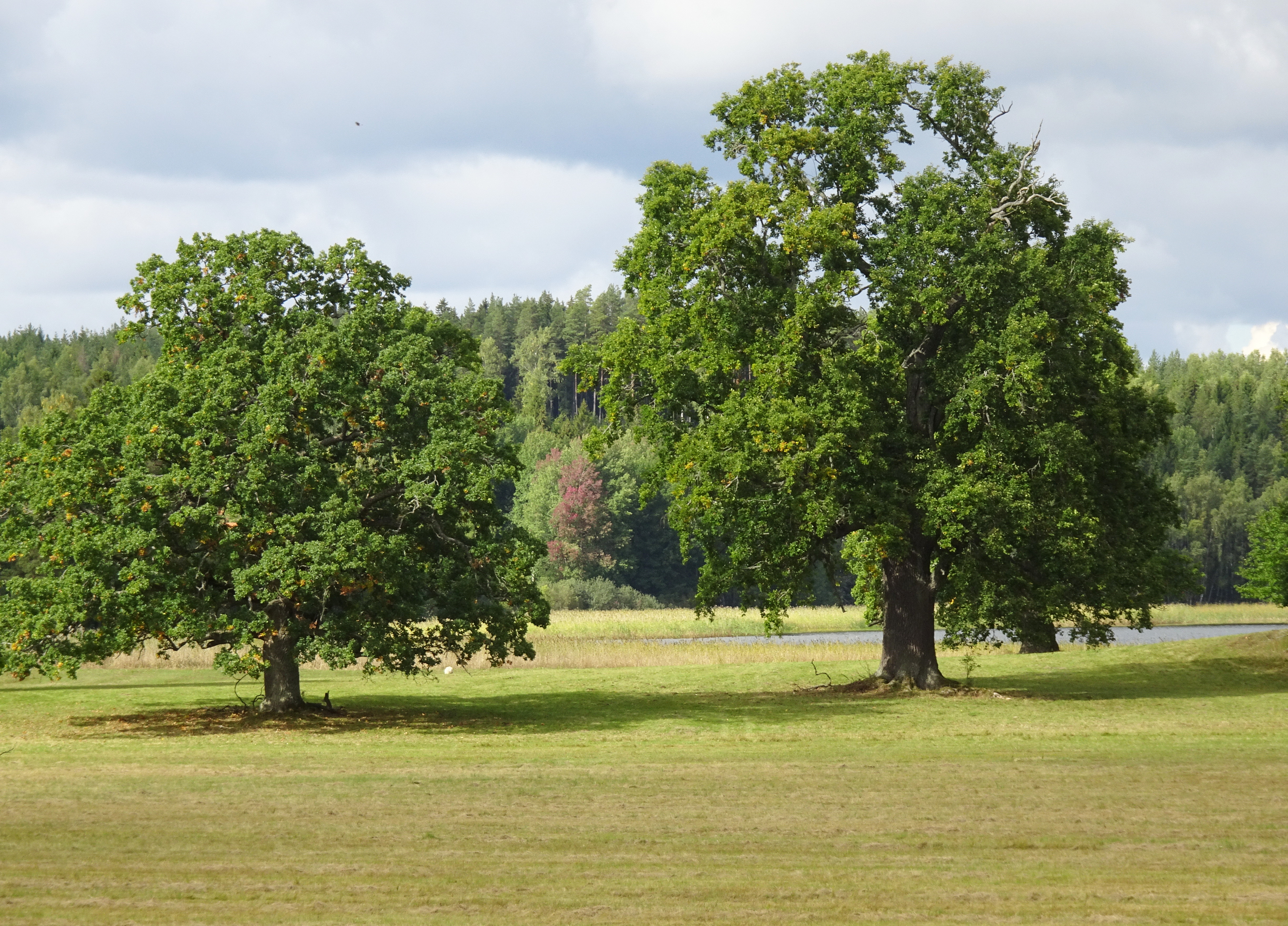